# Shrewsbury
Shrewsbury ([ˈʃroʊzbri]  oder [ˈʃruːzbri] ) ist eine Stadt in den West Midlands in England, etwa 60 Kilometer westnordwestlich von Birmingham und 14 Kilometer östlich der Grenze zu Wales gelegen. Ihr mittelalterlicher Kern liegt in einer Schleife des Flusses Severn. Die Stadt ist historischer Verwaltungssitz der Grafschaft Shropshire und seit 2009 Verwaltungssitz des neugebildeten Shropshire Council. Die Stadt zählt rund 76.000 Einwohner (Stand: 2021).
Die heutige Stadt ist ein Zentrum für Kultur und Gewerbe. Der Einzelhandel besitzt ein großes Kundeneinzugsgebiet, das auch das angrenzende Powys in Wales umfasst. Mehrere Gewerbeparks und Fachmarktzentren liegen am Stadtrand. Die Stadt ist ein wichtiger Knotenpunkt von Fernstraßen nach Wales und von fünf Eisenbahnlinien.

## Geschichte
Die frühesten menschlichen Zeugnisse an der Schleife des Flusses Severn reichen mehr als 10.000 Jahre zurück.
Es ist möglich, dass bereits die Römer an dieser Stelle eine Siedlung gegründet haben, wenige Kilometer von der Stadt Viroconium (Wroxeter) entfernt. Doch als eigentliche Stadtgründer gelten die Angelsachsen. Shrewsbury soll im 8. Jahrhundert entstanden sein (eine genaue Jahreszahl ist jedoch nicht überliefert). Die früheste urkundliche Erwähnung erfolgte im Jahr 901. Damals gehörte Shrewsbury zum Königreich Mercia. Die Stadt besaß eine eigene Münzprägestätte und wurde während mehrerer Jahrhunderte von einer Korporation regiert.

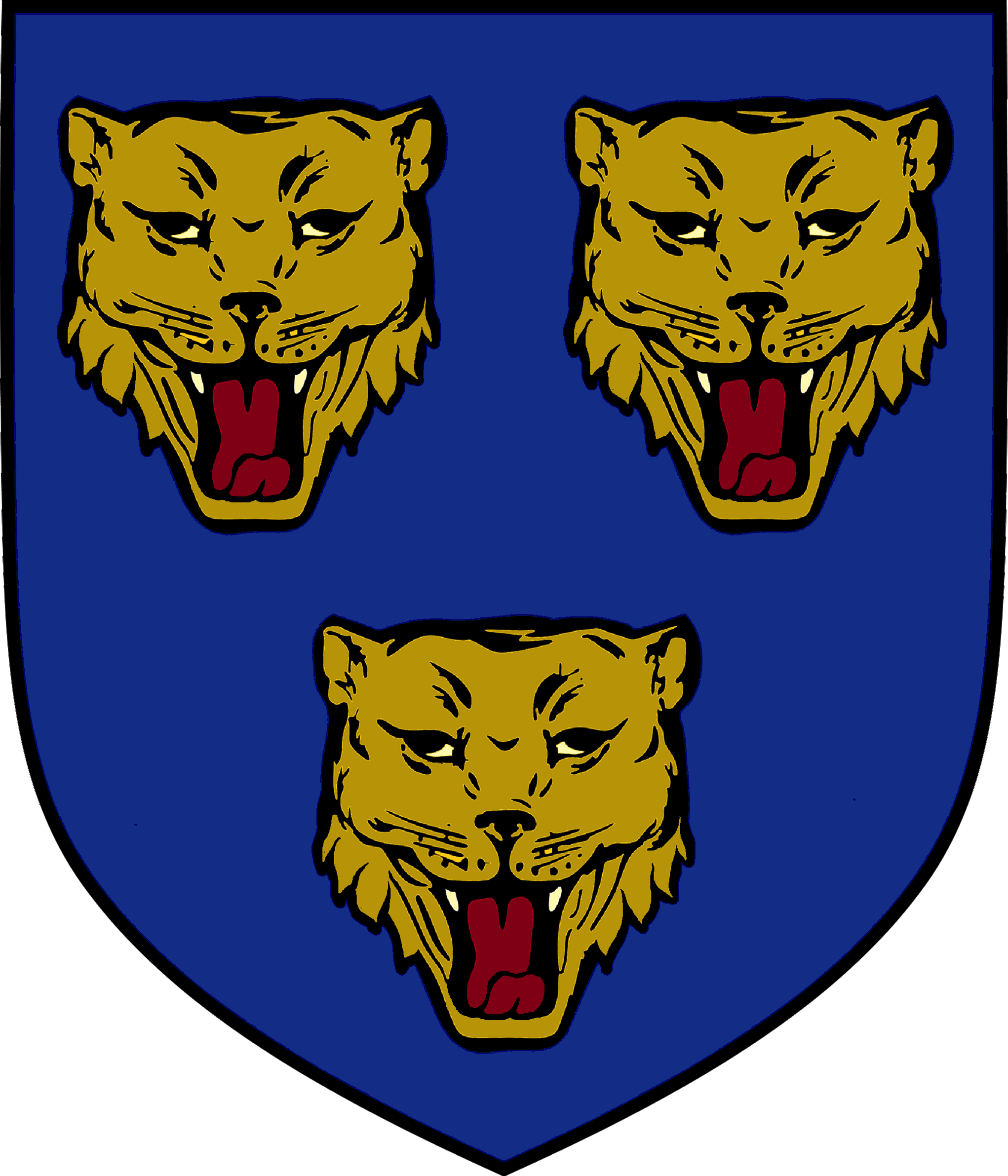
Stadtwappen

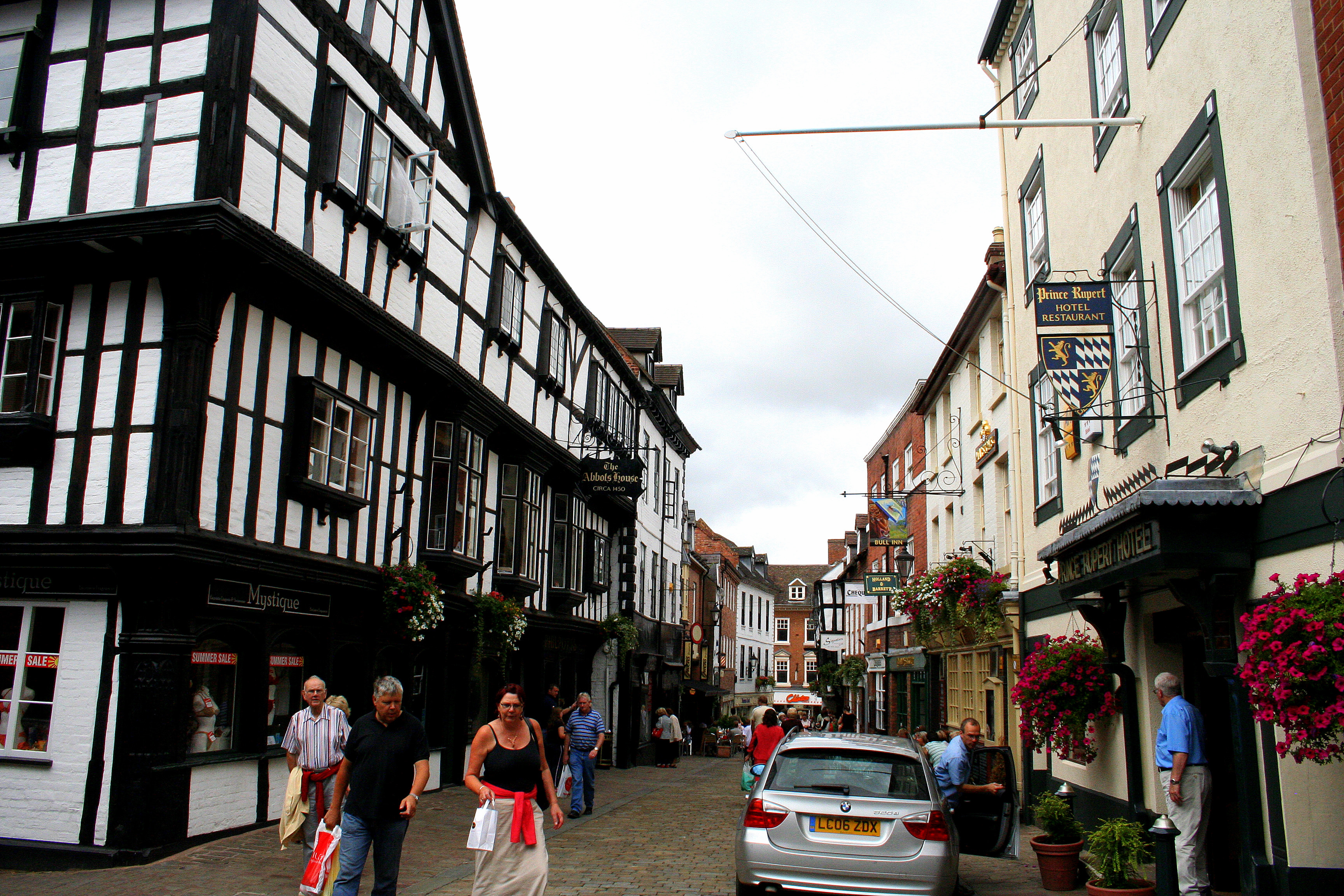
Typische Architektur in Shrewsbury in der Butcher Row

Nach der Eroberung Englands durch die Normannen wurden Shrewsbury und die Grafschaft Shropshire zur wichtigen Verteidigungslinie gegen die Waliser. Roger de Montgomery, einem Verwandten Wilhelms des Eroberers, wurde die Kontrolle der Grafschaft anvertraut. Seine Aufgabe war es auch, Wilhelm beim Kampf gegen den rebellierenden Norden den Rücken frei zu halten. 1083 gründete Roger de Montgomery das Benediktinerkloster von Shrewsbury. 1094 trat er, wenige Wochen vor seinem Tod, in den Orden ein. Er wurde in der Abteikirche bestattet, wo seine Grabplatte noch heute zu sehen ist.
Im Jahr 1137 wurden die Gebeine der Heiligen Winefride von Wales nach Shrewsbury überführt, wo sie bis zur Zerstörung der Abtei durch Heinrich VIII blieben. Maßgeblich beteiligt an der Überführung der Gebeine war Prior Robert Pennant, der spätere Abt. Er verfasste auch ein Buch über dieses Ereignis.
Während des englischen Thronfolgekrieges kam es im Jahr 1138 zu einer erbitterten Schlacht um die Burg von Shrewsbury. Die Belagerer unter König Stephan siegten und besetzten die Burg. Seitdem war Shrewsbury „königstreu“. Die heutige Burg wurde erst viel später erbaut.
Wenige Kilometer nördlich, beim heutigen Vorort Battlefield, fand im Jahr 1403 die Schlacht von Shrewsbury statt. Diese Schlacht beendete die Rebellion von Henry Percy aus Northumberland gegen König Heinrich IV. und forderte mehr als 20.000 Tote. Während des Englischen Bürgerkriegs war Shrewsbury eine Hochburg der Royalisten und fiel erst dann an die Truppen des Parlaments, als diese von einem Verräter durch eines der Stadttore hindurchgelassen wurden. Dieses Tor, das „St Mary’s Water Gate“, ist heute auch unter dem Namen „Traitor’s Gate“ (Verrätertor) bekannt.
Shrewsbury liegt abseits der wichtigen Handelswege und wuchs während der Industriellen Revolution bei weitem nicht so schnell wie die meisten anderen englischen Städte. Nur wenige Fabriken wurden hier gebaut. Zwischen 1830 und 1840 ging die Einwohnerzahl sogar zurück, hauptsächlich wegen der fehlenden Industrie und der mangelhaften Verkehrsverbindungen. Ende des 19. Jahrhunderts war die Eisenbahn der wichtigste Arbeitgeber der Stadt. Während des Zweiten Weltkriegs blieb Shrewsbury von Kampfhandlungen verschont. Heute noch besitzt die Stadt wenig Industrie, dafür spielen der Dienstleistungssektor und der Tourismus eine bedeutende Rolle. In Shrewsbury befindet sich das Hauptquartier der 5. Division der British Army.
Bis zum heutigen Tag streiten sich selbst Alteingesessene darüber, wie der Name Shrewsbury richtig auszusprechen ist. Man kann den Namen sowohl Shruesbury (langes u), als auch Shrowsbury (ou) aussprechen.

## Bevölkerung

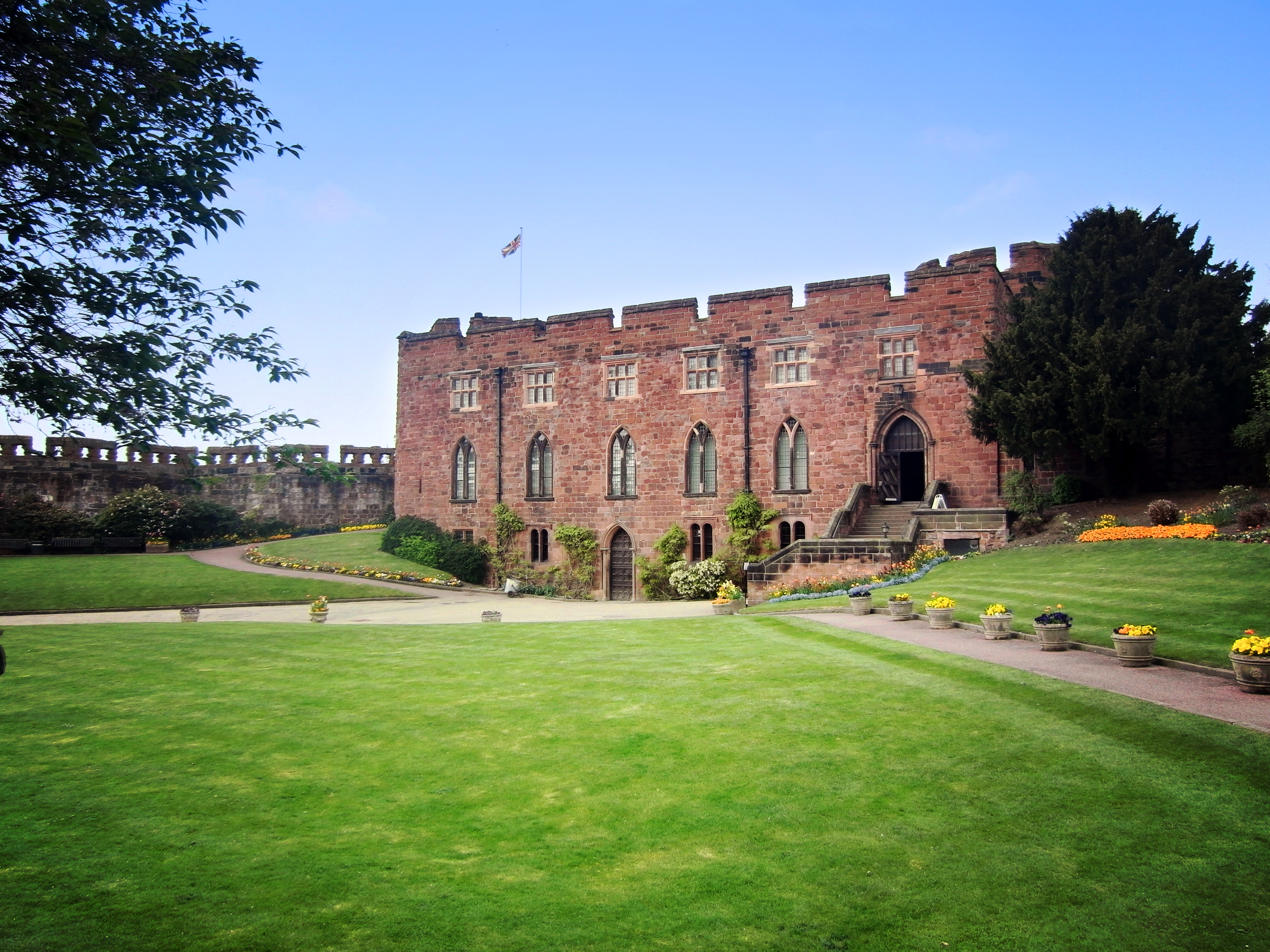
Shrewsbury Castle

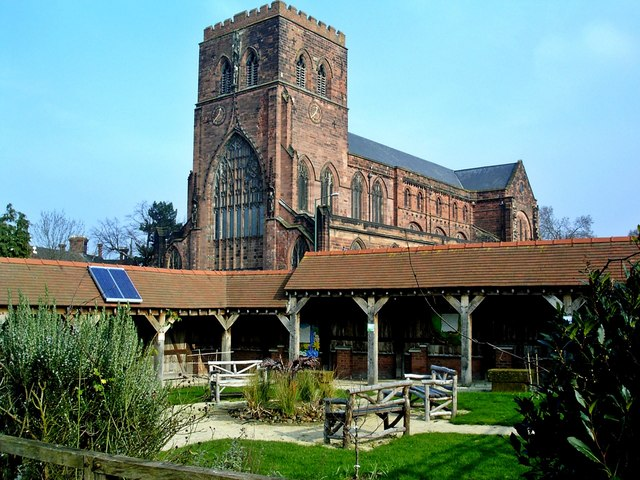
Gotische Abteikirche

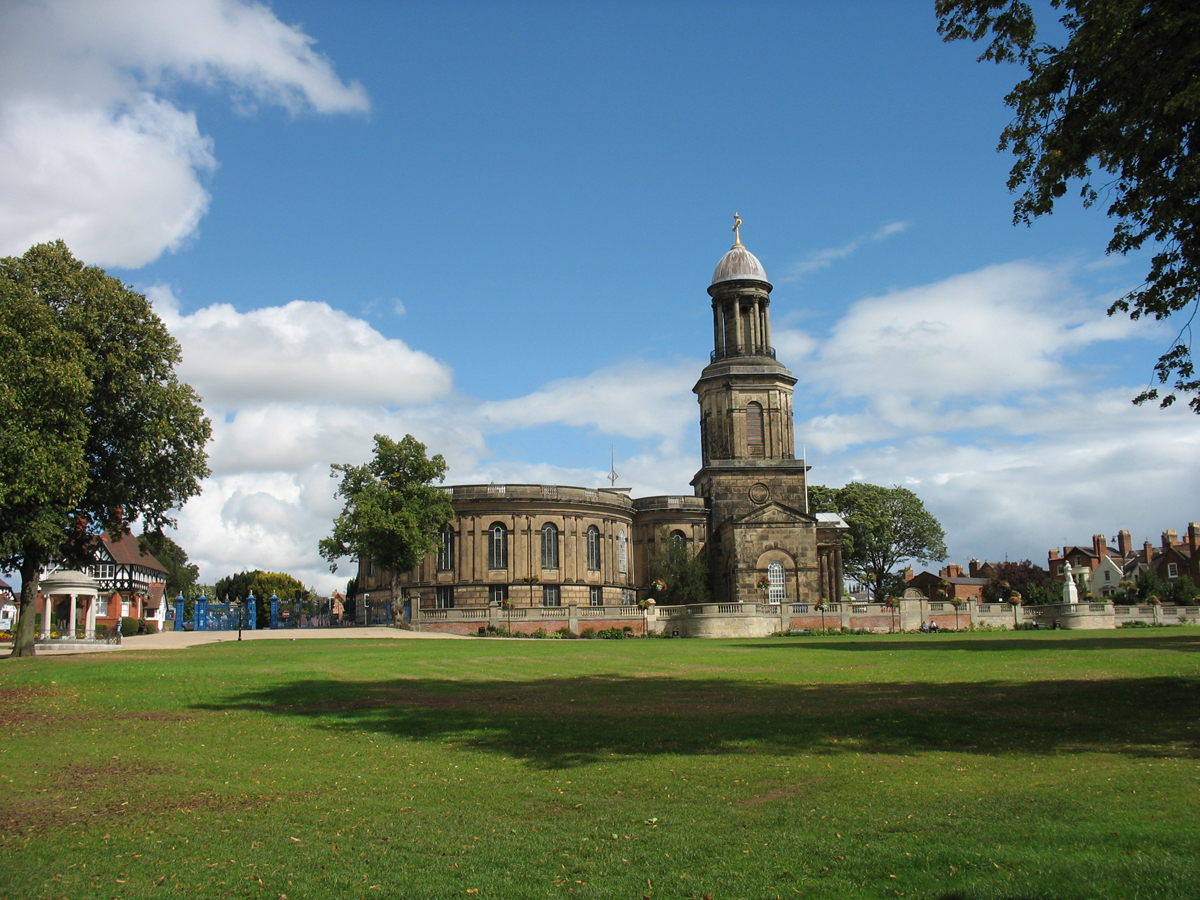
St. Chads Kirche neben dem Stadtpark The Quarry

Bei der Volkszählung im Jahre 2021 wurden 75.992 Einwohner gezählt. Shrewsbury ist damit in der Bevölkerungsdichte die zweitgrößte Stadt in der Grafschaft Shropshire, kleiner als die Planstadt Telford und größer als die historische Stadt Oswestry im nordwestlichen Shropshire. In den Jahren 2000 und 2002 bewarb sich die Stadt Shrewsbury um den Status einer City, allerdings ohne Erfolg. Shrewsbury ist nach der autonomen Nachbarstadt Telford die zweitgrößte Stadt der zeremoniellen Grafschaft, deren frühere Bezirksgemeinde Shrewsbury & Atcham 95.850 Einwohner zählte.

## Sehenswürdigkeiten
Das historische Stadtzentrum von Shrewsbury befindet sich auf einem Hügel, der von einer Schlaufe des Flusses Severn umflossen wird. Es ist gut erhalten und besteht aus zahlreichen schmalen Gassen und Hausdurchgängen. 660 Gebäude stehen auf der Liste des Denkmalschutzes. Am Flussufer inmitten des Stadtzentrums liegt ein fast 120 Hektar großer Park, dessen Name Quarry Park sich auf einen Steinbruch bezieht, der sich im Mittelalter an dieser Stelle befand.
Das Shrewsbury Castle wurde kurz nach der Invasion der Normannen im Jahr 1070 errichtet und steht strategisch auf dem steilen Hügel des Stadtzentrums. Das heutige Erscheinungsbild erhielt das Schloss im 13. Jahrhundert.
Südöstlich des Stadtzentrums findet sich die gotische Benediktinerabtei, die um 1200 errichtet wurde. 1540 wurde die Abtei durch Heinrich VIII. aufgelöst. Die Mönche wurden vertrieben und Teile der Abtei als Steinbruch verkauft. Die Klosterkirche blieb jedoch vorerst als Gemeindekirche erhalten. Im 19. Jahrhundert wurden Teile der Kirche durch Thomas Telford für den Bau einer Straße eingerissen. In den folgenden Jahren wurde die Kirche dank zahlreicher Spenden und engagierter Bürger abseits der Straße wieder aufgebaut.
Die St Chad’s Church wurde 1792 erbaut.
Seit 1850 ist Shrewsbury Sitz des römisch-katholischen Bistums Shrewsbury. Die neugotische Marienkathedrale wurde 1853–1856 erbaut.

## Kultur

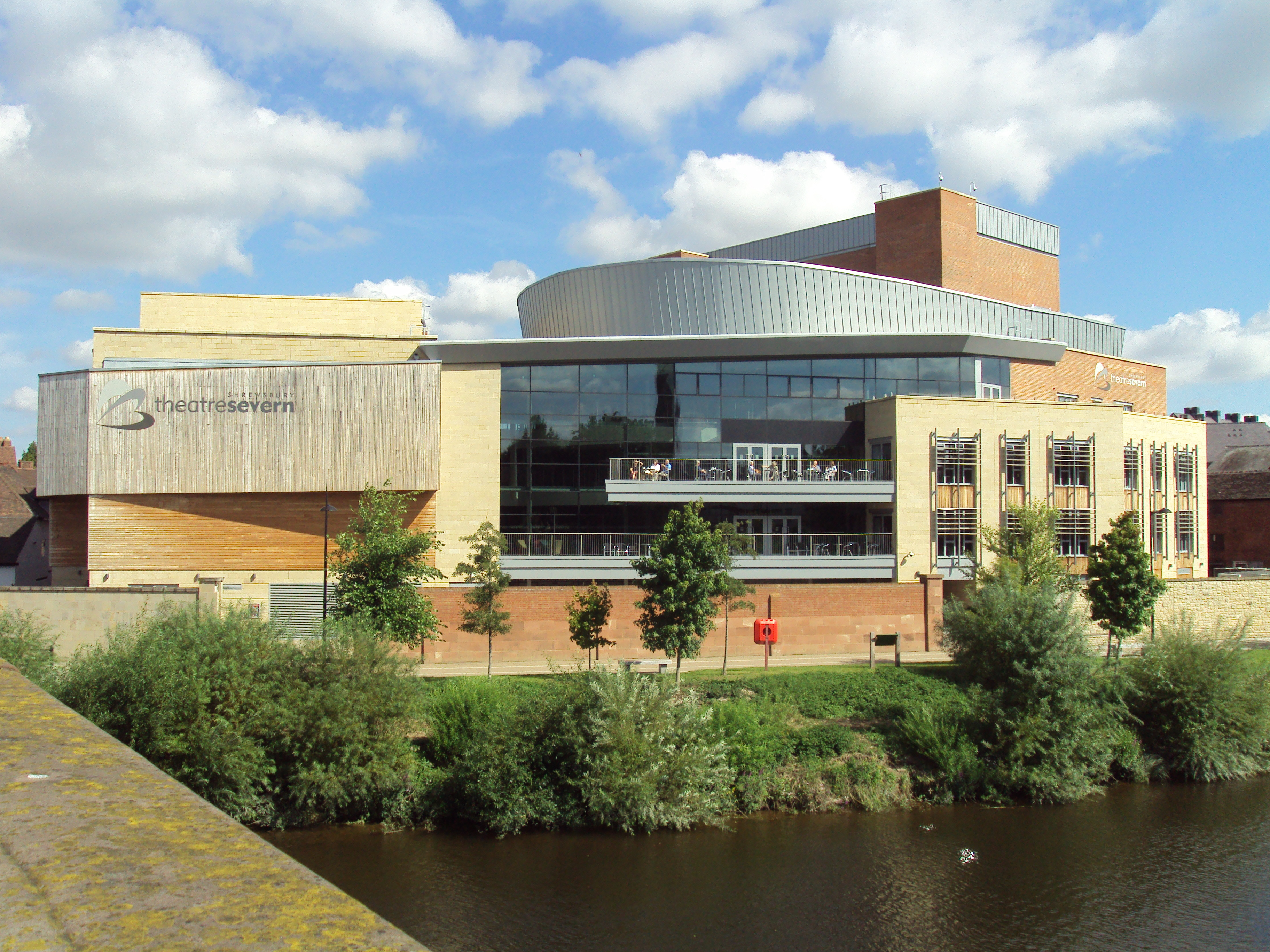
Das neue Theater am Flussufer

Seit 2004 findet jeden Sommer die Shrewsbury Summer Season statt. Das heutige Fest bietet Touristen sowie Einwohnern ein reichhaltiges Programm von Kunst, Theaterstücken, Vorlesungen und Konzerten. Verschiedene Events sowie der Karneval und die internationalen Cartoon- und Straßentheater-Feste nutzen die Straßen und Plätze des Stadtzentrums. Die County Show, das jährliche Volksfest, und große Konzertveranstaltungen finden auf den Ausstellungsgeländen oder im Stadtpark statt. Rund um den Park wird der Fluss für die Drachenboot- und Regatta-Feste genutzt.
Die Shrewsbury Flower Show findet im August im Quarry Park statt und ist eine der größten Gartenbau-Ausstellungen in Großbritannien. Sie dauert zwei Tage und zählt jeweils rund 100.000 Besucher. Ein großes Feuerwerk findet zu Ende der Ausstellung statt. Shrewsbury wird aus diesem Grund auch als „Town of Flowers“ (Blumenstadt) bezeichnet.
Ein neues Theater wurde 2006 vom Stadtrat genehmigt, um den neuesten Stand der Technik anzubieten und ein neues Großprojekt durchzuführen. Nachdem das neue Theatre Severn 2009 eröffnet wurde, wird das alte umgebaut. Ein neues Museum für Grafschaft, Stadt und Charles Darwin wird geplant, das 2012 eröffnen werden soll.

## Wirtschaft

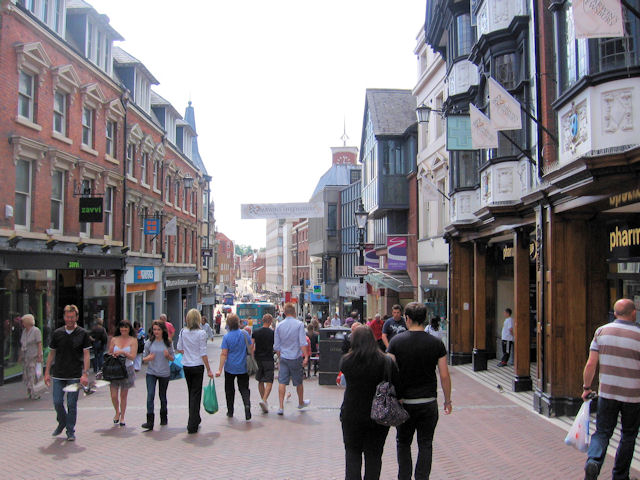
Fußgängerzone Pride Hill

Im Mittelalter war die Stadt wegen ihrer Lage am Fluss eine wichtige Achse des Wollhandels. Im Gegensatz zu den größeren Städten Englands wurde Shrewsbury nie ein Zentrum der Industrie und setzte schon im frühen 20. Jahrhundert auf die Entwicklung der Verkehrsbeziehungen und den Dienstleistungssektor. Der jährliche Einzelhandelsumsatz wurde 2008 auf 541 Millionen Pfund geschätzt und trägt mit dieser Summe zum Wirtschaftsleben der Stadt bei.
Die Stadt ist seit 2009 Sitz der neuen Unitary Authority („einheitliche Behörde“) Shropshire Council, welche die früheren Behörden der Grafschaft und des Distrikts ersetzte und deren Gebäude nutzte. Der öffentliche Sektor ist heutzutage eine der wichtigsten Arbeitgeber der Stadt und der Grafschaft. Daneben sind der Einzelhandel, die Gastronomie und der Tourismus von wirtschaftlicher Bedeutung.
Shrewsburys Einkaufsgelegenheiten werden oft gelobt, da die Stadt nicht nur die traditionellen High Street-Geschäfte hat, sondern auch umfassende und ungewöhnliche Fachgeschäfte, die in Privatbesitz sind. Es gibt mehrere Hauptstraßen und Einkaufszentren, von denen Pride Hill die wichtigste Einkaufslage ist. Diese Straße und die zwei größten Einkaufszentren bieten für den Kunden alles Benötigte.
Das Stadtzentrum hat wegen des historisch kleinen Geschäftsbereichs im Vergleich zu den Großstädten wenige Anker-Geschäfte, obwohl es die zwei Mode- und Kaufhäuser Marks & Spencer und House of Fraser gibt. Das ehemalige Kaufhaus Woolworths wurde durch H&M ersetzt. Das Angebot enthält hauptsächlich die Fachgeschäfte auf den Straßen High Street – der traditionelle Name einer britischen Hauptstraße –, Wyle Cop, Mardol und Dogpole. Dort findet man auch mehrere kleine Filialgeschäfte. Ein ehemaliges Krankenhaus wurde in den 1970er-Jahren in ein Einkaufszentrum umgebaut und umfasst verschiedene kleine Geschäfte und Geschenkboutiquen.

## Verkehr
Shrewsbury liegt am Schnittpunkt der wichtigen Fernstraßen A5 (London – Birmingham – Anglesey), A49 (Wigan – Gloucester) und A53 (nach Stoke-on-Trent und Buxton). Im Jahr 1992 wurde die Umfahrung von Shrewsbury eröffnet. Sie führt den Straßenverkehr außen um die Stadt herum, mit Ausnahme der nordwestlichen Vororte. Die A5 verknüpft die Stadt ostwärts mit Telford und der Autobahn M54.
Im Eisenbahnpersonenverkehr wird die Stadt durch die Gesellschaften Transport for Wales/Trafnidiaeth Cymru, West Midlands Railway und Virgin Trains bedient. Die Bahnstrecken, die allesamt nicht elektrifiziert sind, führen vom Bahnhof Shrewsbury nach Birmingham New Street (über Wolverhampton), Manchester Piccadilly (über Crewe), Chester, Cardiff, Südwales und Aberystwyth (an der walisischen Küste).
Die Strecke der West Midlands Railway nach Birmingham überquert den Severn am östlichen Stadtrand auf der 1848 erbauten Belvidere Bridge, einer der wenigen noch existierenden gusseisernen Eisenbahnbrücken Großbritanniens.
Die Mehrheit der örtlichen Buslinien wie auch Regionalbusse werden durch Arriva bedient. Park-and-ride-Busse verbinden drei Parkplätze am Stadtrand mit dem Stadtzentrum und verkehren alle 10 bis 15 Minuten wochentags und sonnabends.
Die Stadt wird wegen der Fernstraße A5 und ihrer westlichen Eisenbahnlinie auch als „Tor nach Wales“ bezeichnet.

## Literarische Rezeption
Shrewsbury ist Schauplatz der Cadfael-Romane von Ellis Peters. Hauptperson dieser historischen Kriminalromane ist der Benediktinerbruder Cadfael aus der örtlichen Abtei. Ellis Peters hat in diesen Romanen die historischen Ereignisse aus dem Englischen Bürgerkrieg von 1135 bis 1154 mit verarbeitet. Ein Teil der Romane wurde zwischen 1994 und 1996 mit Derek Jacobi in der Hauptrolle für das Fernsehen verfilmt.
Die Weihnachtsgeschichte von Dickens in der 1984er Version von Donner wurde hier gedreht.
Touristen können Shrewsbury unter dem Motto "In den Fußspuren von Bruder Cadfael" auf mehreren Routen erkunden, die durch Metallplaketten auf dem Boden mit den Fußabdrücken eines Mönchs markiert sind. Außerdem werden geführte Touren angeboten.

## Städtepartnerschaft
Partnerstadt von Shrewsbury war Zutphen in den Niederlanden. 2018 wurde diese Partnerschaft von der Seite Zutphens beendet.

## Persönlichkeiten
- Richard of Shrewsbury, 1. Duke of York (1473–1483?), Prinz und Peer
- John Benbow (1653–1702), Admiral
- John Weaver (1673–1760), Tänzer, Choreograf und Tanzhistoriker
- John Gwynn (1713–1786), Architekt, Stadtplaner und Bauingenieur
- Charles Burney (1726–1814), Musikhistoriker, Komponist und Organist
- Charles Darwin (1809–1882), Naturforscher, geboren in The Mount
- Arthur Purves Phayre (1812–1885), Generalkommissar, Armeeoffizier und Historiker
- Mary Esther Harding (1888–1971), Ärztin, Psychotherapeutin und Schriftstellerin
- John Hiles (1810–1882), Organist und Musikpädagoge
- Henry Hiles (1826–1904), Komponist, Organist und Musikpädagoge
- William Walsham How (1823–1897), anglikanischer Bischof, Kirchenlieddichter
- Margaret Agnes Rope (1882–1953), Glasmalerin
- Rosalind Moss (1890–1990), Ägyptologin
- Leonard Ingrams (1900–1953), Banker und Leiter der Political Warfare Executive
- Charles Dyer (1928–2021), Dramatiker
- Chris Ellis (1928–2019), Jazzmusiker und Musikproduzent
- Hilary Evans (1929–2011), Bildarchivar, Parapsychologe und Autor
- John James Osborne (1929–1994), Dramatiker
- Malcolm Campbell (* 1943), Altphilologe
- Peter Wall (1944–2024), Fußballspieler und -trainer
- Thérèse Oulton (* 1953), Malerin und Grafikerin
- Georgina Harding (* 1955), Schriftstellerin
- Sandy Lyle (* 1958), Golfer
- Bernard McNally (* 1963), nordirischer Fußballspieler und -trainer
- Dalian Atkinson (1968–2016), Fußballspieler
- Simon Lillistone (* 1969), Radrennfahrer
- Lol Crawley (* 1974), Kameramann
- Ella Tripp (* 1976), Badmintonspielerin
- Adam Rayner (* 1977), Schauspieler
- Ben Proffitt (* 1978), Windsurfer
- Eliot Higgins (* 1979), Blogger und Internetjournalist
- T’Pau, eine Popband der 1980er-Jahre, stammt aus Shrewsbury
- Neil Perkins (* 1981), Boxer
- Emily Bevan (* 1982), Schauspielerin
- Natalie Lisinska (* 1982), kanadische Schauspielerin
- Jaymie Haycocks (* 1983), Squashspieler
- Trish Clowes (* 1984), Jazzmusikerin, Dozentin und Komponistin
- David Edwards (* 1986), Fußballspieler
- Steven Fletcher (* 1987), Fußballspieler
- Danny Guthrie (* 1987), Fußballspieler
- Joe Hart (* 1987), Fußballspieler
- Bethan Partridge (* 1990), Hochspringerin
- Tom Bradshaw (* 1992), Fußballspieler
- Oliver Gwilt (* 1993), Badmintonspieler
- Adam Mitter (* 1993), Fußballspieler
- Calum Ferrie (* 1998), Fußballtorhüter
- Ellie Russell (* 2000), Radsportlerin
- Grace Lister (* 2004), Radsportlerin
- Amir Wilson (* 2004), Schauspieler
- Jack Oliver Jones (* 2004), Besitzer von Thealoz Coins